# Ravenstein (Németország)
Ravenstein település Németországban, azon belül Baden-Württembergben. Lakosainak száma 2958 fő (2023. december 31.).

## Népesség
A település népessége az elmúlt években az alábbi módon változott:
| Lakosok száma | 2830 | 2825 | 2771 | 2649 | 2626 | 2888 | 3061 | 3058 | 2820 | 2958 |
|               | 1961 | 1967 | 1974 | 1980 | 1987 | 1993 | 2000 | 2006 | 2013 | 2023 |